# Krzysztof Smorszczewski
Krzysztof Smorszczewski (* 26. Mai 1963 in Białystok) ist ein polnischer Leichtathlet. Er trainiert bei Start Białystok.

## Leben
Im Alter von 24 Jahren verlor Smorszczewski bei einem Zugunglück seine Beine.
Bei den Sommer-Paralympics 2000 konnte er im Kugelstoßen mit 11,49 Metern einen neuen Weltrekord aufstellen und die Goldmedaille erringen. Auch bei den Sommer-Paralympics 2004 konnte Smorszczewski den ersten Platz erringen. Bei den Sommer-Paralympics 2008 holte er in der Klasse F55/56 Silber im Kugelstoßen.
Bei den IPC-Weltmeisterschaften 2002 gewann er Gold im Kugelstoßen und Bronze im Speerwurf. 2006 gewann er erneut Gold im Kugelstoßen.

## Medaillen
Nachfolgend die wichtigsten Medaillenerfolge von Krzysztof Smorszczewski.
- Weltmeisterschaften
  - Gold Kugelstoßen (1998, 2002, 2006)
  - Bronze im Speerwurf (2002)

- Europameisterschaften
  - Gold im Kugelstoßen (2001, 2003)
  - Bronze im Speerwurf (2003)
  - Bronze im Kugelstoßen (2005)